# Zell am See (distrito)
| Distrito de Zell am See                                       |                                          |
| Estado                                                        | Salzburgo                                |
| Capital                                                       | Zell am See                              |
| Área                                                          | 2642 km²                                 |
| População                                                     | 87.462 habitantes (1 de janeiro de 2019) |
| Densidade                                                     | 33 hab./km²                              |
| Website                                                       | Site oficial                             |
| Localização de Distrito de Zell am See no estado de Salzburgo |                                          |
|                                                               |                                          |

Zell am See (em alemão: Bezirk Zell am See) é um distrito da Áustria, localizado no estado de Salzburgo. 

## Municípios
Zell am See possui 28 municípios, sendo 3 com estatuto de cidade, 4 com direito de mercado (Marktgemeinde) e o restante municípios comuns.

### Cidades
- Mittersill
- Saalfelden am Steinernen Meer
- Zell am See

### Mercados (Marktgemeinde)
- Lofer
- Neukirchen am Großvenediger
- Rauris
- Taxenbach

### Municípios
- Bramberg am Wildkogel
- Bruck an der Großglocknerstraße
- Dienten am Hochkönig
- Fusch an der Großglocknerstraße
- Hollersbach im Pinzgau
- Kaprun
- Krimml
- Lend
- Leogang
- Maishofen
- Maria Alm am Steinernen Meer
- Niedernsill
- Piesendorf
- Saalbach-Hinterglemm
- St. Martin bei Lofer
- Stuhlfelden
- Unken
- Uttendorf
- Viehhofen
- Wald im Pinzgau
- Weißbach bei Lofer